# Chalinargues
Chalinargues é uma ex-comuna francesa na região administrativa de Auvérnia-Ródano-Alpes, no departamento de Cantal. Estendeu-se por uma área de 27,63 km². Em 2010 a comuna tinha 430 habitantes (densidade: 15,6 hab./km²).
Em 1 de dezembro de 2016 foi fundida com as comunas de Celles, Chavagnac, Neussargues-Moissac e Sainte-Anastasie para a criação da nova comuna de Neussargues en Pinatelle.